# Wallfahrtskirche Birenbach

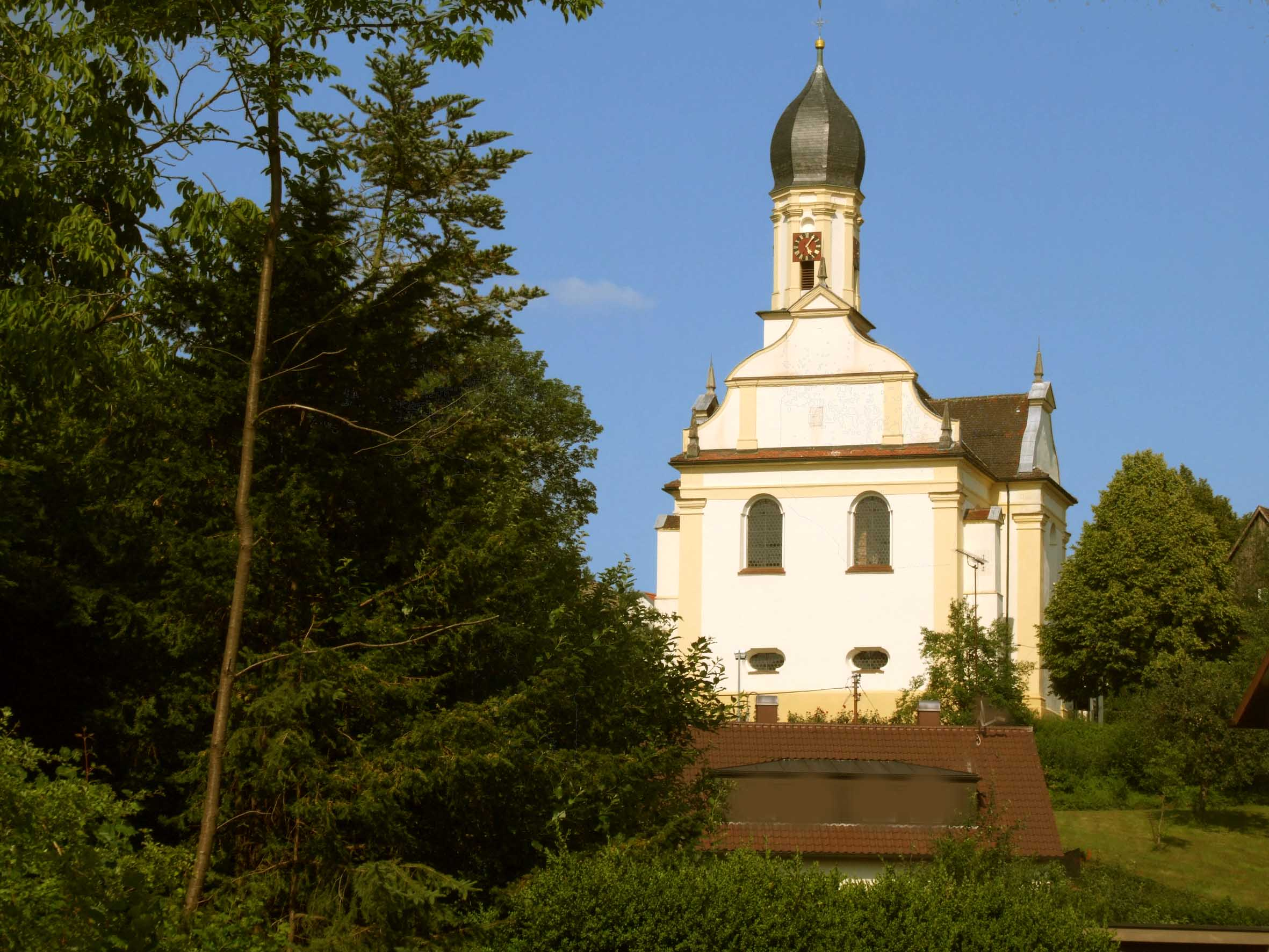
Ansicht der Kirche von Westen

Die barocke Wallfahrtskirche „Zur schmerzhaften Mutter Gottes“ befindet sich auf einer natürlichen Anhöhe am östlichen Rand des Schurwaldes in der Gemeinde Birenbach (Baden-Württemberg). In der Wallfahrtskirche werden die katholischen Gottesdienste der Gemeinde abgehalten. Schon seit dem Bau der ersten Kirche gehört sie und damit die katholischen Gläubigen Birenbachs zur Pfarrei Wäschenbeuren. Das Kleinod ist ein besonderes Beispiel für den Baustil des Bauernbarock im süddeutschen Raum. Bereits seit dem Jahr 1499 ist eine Wallfahrt nach Birenbach nachgewiesen.

## Geschichte

### Sage
Im 13. oder 14. Jahrhundert, so die Sage, sei eine adelige Reiterin an diesem Ort von ihrem Pferd gestürzt und habe sich das Bein gebrochen. Durch die Erscheinung eines Engels konnte sie ihren Ritt zurück wieder antreten. Die Adelige gab deshalb aus Dank für ihre Rettung den Bau einer kleinen Wallfahrtskirche in Auftrag.

### Vorgängerbauten
In Urkunden aus den Jahren 1499 und 1501 wird bereits eine vielbesuchte Wallfahrt nach Birenbach erwähnt. Die Wallfahrtskapelle wurde am 21. Oktober 1499 vom Konstanzer Generalvikar zu Ehren Gottes und Unserer Lieben Frau und anderer Heiliger geweiht, wobei in einem späteren Zusatz auch das Patronat des heiligen Vitus erwähnt wird.

### Barocke Wallfahrtskirche
Nach dem Bauabschluss der Wallfahrtskirche auf dem Rechberg 1688 wurde der Fürstbischöfliche Baumeister Valerian Brenner für einen Neubau der alten Wallfahrtskirche beauftragt. So wurde mit dem Bau 1690 begonnen, da ein vergrößerter Neubau notwendig wurde und die nötigen finanziellen Mittel durch die Opfer vieler Wallfahrer gedeckt wurden. Durch denselben Baumeister weist die Wallfahrtskirche in Birenbach starke Ähnlichkeit mit derer auf dem Rechberg auf. Am 7. Oktober 1698 wurde die Kirche zu Ehren der Schmerzhaften Mutter Gottes vom Augsburger Weihbischof Egolf von Westernach geweiht. Da die Kirche in den darauffolgenden Jahrzehnten stark verfiel, beantragte der Bauinspektor von Schwäbisch Gmünd wegen des bedenklichen Zustands des Gewölbes die Schließung der Kirche. Aber erst zum Jahreswechsel 1846/47 wurde sie auf Anordnung des Königlich Württembergischen Regierungspräsidiums wegen Baufälligkeit tatsächlich geschlossen. Dies lag hauptsächlich an dem lehmigen Untergrund und der dadurch auftretenden Feuchtigkeit im Mauerwerk. 1849 wurde das barocke Gewölbe durch ein Flachgewölbe ersetzt und der Chorbogen durch Holzbalken gestützt. 35 Jahre später erhielt die Wallfahrtskirche eine Turmuhr eingebaut. Weil das Gotteshaus 1957 derart baufällig geworden war, hielt man eine Renovierung aufgrund von Feuchteschäden, Holzwurmbefall und starker Neigung der Wände nach außen für aussichtslos. Da das Bauwerk jedoch unter Denkmalschutz stand, entschied der Hauptkonservator Graf Adelmann in Stuttgart: „Die Kirche entstammt dem Bauernbarock und muss auf Grund ihrer Eigenart erhalten bleiben.“
So begann 1958 die weit ausgelegte Generalsanierung: Das gesamte Kirchengelände wurde trockengelegt und die Sakristei, die eingestürzt war, wiederaufgebaut. Zur Entwässerung des Mauerwerks wurden Drainagen gelegt. Die Altäre wurden von Willy Eckert in Bad Mergentheim restauriert. Um die Decke zu sichern, wurde der Chorbogen mit Stahlbeton gestützt. Der Hochaltar und die Empore, die bei der Sanierung zusammengebrochen waren, wurden erneuert. Am 8. September 1962 wurde dann die restaurierte Kirche vom Rottenburger Weihbischof Dr. Wilhelm Sedlmeier neu geweiht. Die Baukosten beliefen sich auf 327.000 DM. Unter Pfarrer Wolfgang Fiderer wurde 1985 ein neuer Glockenstuhl eingebaut und das Läutwerk auf vier Glocken erweitert. 1990 bekam die Kirche eine neue Pfeifenorgel mit 27 Registern und 1450 Pfeifen. 1998 wurde die Kirche dann nochmals außen, 2001 im Inneren renoviert.

## Ausstattung

### Außen
Das Kirchenschiff ist ein kreuzförmiger Saalbau, der sich allerdings nicht eindeutig in verschiedene Bereiche einteilen lässt. Im westlichen Ende befindet sich die Empore, in der Mitte die Gemeinde und am östlichen Ende befindet sich der Chor, der nicht mehr Teil des Kirchenschiffs ist. Eingerahmt wird dieser vom Kirchturm im Norden und von der Sakristei im Süden. Das Kirchendach ist mit dunklen Tonziegeln bedeckt. Die äußeren Wandflächen sind weiß verputzt, die Träger sind in einem gelblichen Farbton gehalten. Das Kirchenschiff hat nach Norden und Süden jeweils drei Fenster, nach Westen sind zwei oberhalb der Empore und zwei kleinere, runde Fenster unterhalb dieser.
Der Turm hat eine quadratische Grundform. Er hat einen direkten Zugang über den Chor. In den ersten Geschossen des Turmes befinden sich je ein Lichtschlitz für zwei Stockwerke an der Ostseite des Turmes. Vom Turm aus führt ein Durchgang direkt in den Dachstuhl des Kirchenschiffs. Das Läutgeschoss des Turmes ist in der Form eines regelmäßigen Achtecks gehalten. Darauf aufgesetzt ist der mit Schieferplatten bedeckte Zwiebelturm, auf dem oberhalb des Kreuzes der Wetterhahn thront.

### Innen

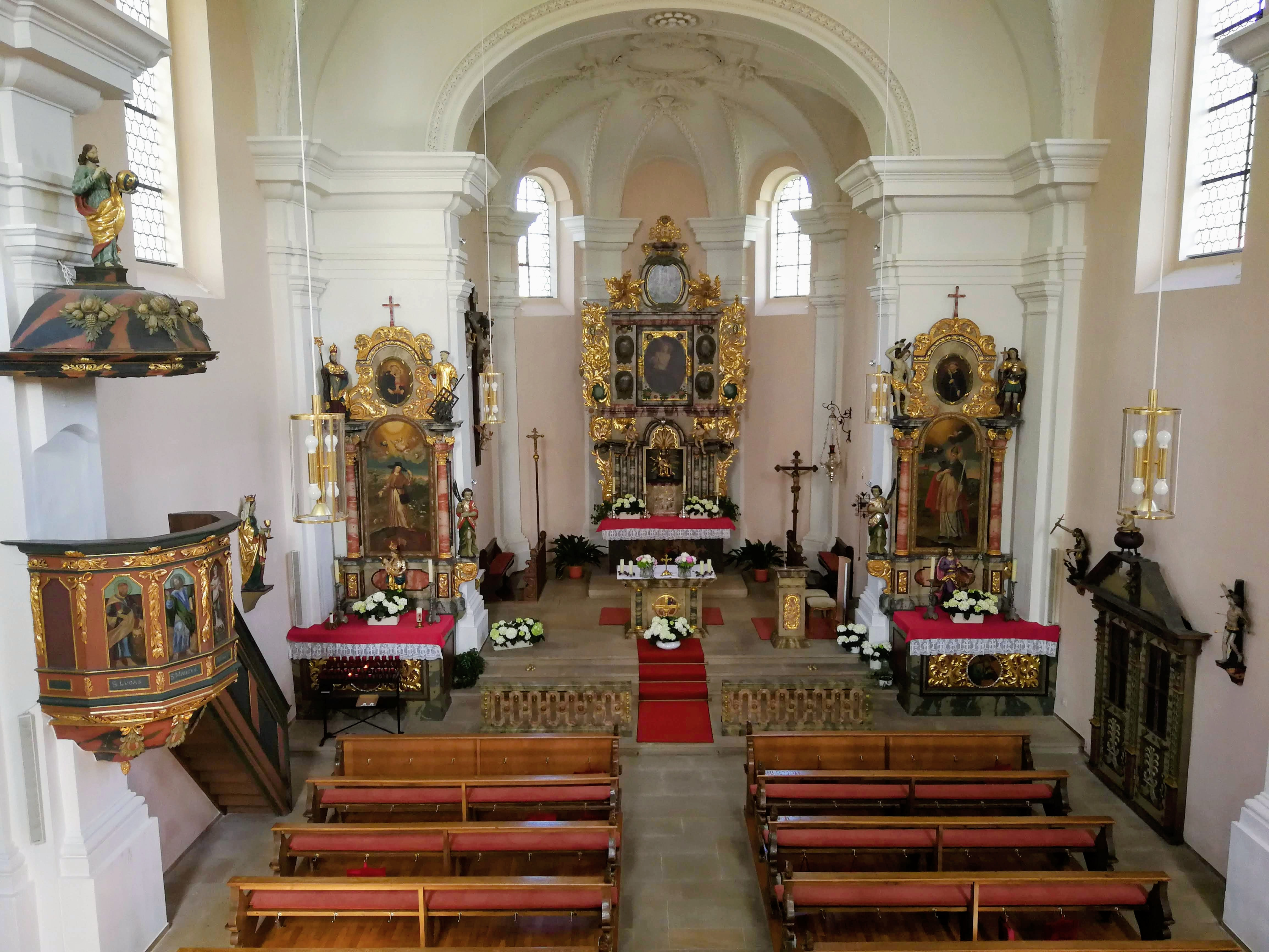
Innenraum (2019)

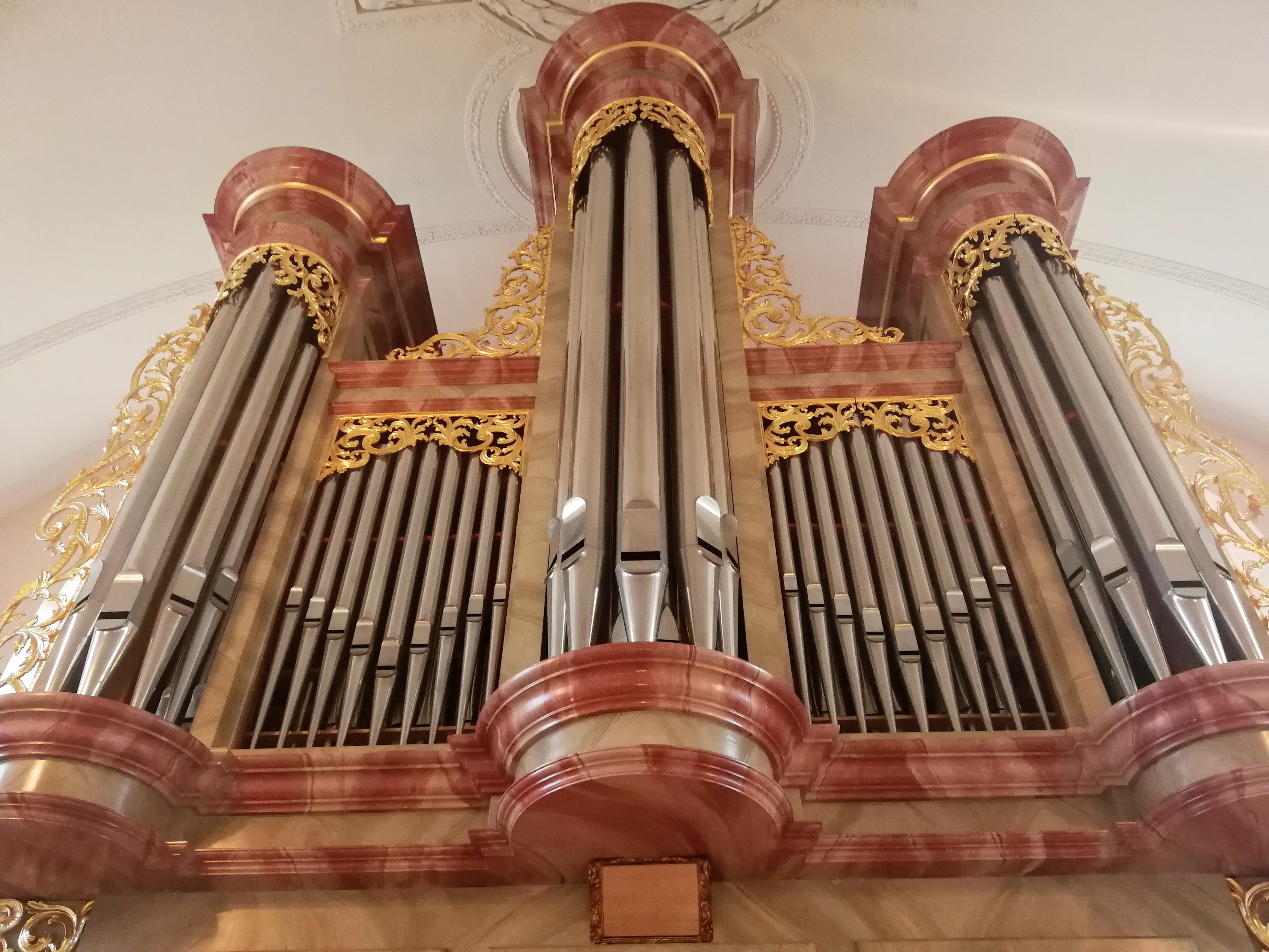
Orgelprospekt

Mittelpunkt des Innenraums bildet der Hochaltar. Er ist mit Motiven des bäuerlichen Lebens reichhaltig geschmückt. Inmitten des vergoldeten Altars befindet sich das Tabernakel, Aufbewahrungsort der heiligen Hostien, darüber thront das Gnadenbild der Schmerzhaften Mutter Gottes, das gegen Ende des 15. Jahrhunderts entstanden ist. Das Herz mit den sieben Schwertern deutet auf die Sieben Leiden der Gottesmutter hin. Vor dem Hochaltar steht der Altar, der 1993 eingeweiht wurde und damit einer der jüngsten Gegenstände innerhalb der Kirche ist. Die Sitzbänke im Chor sind noch die Originalbänke aus der Erbauerzeit. In der Adventszeit wird hier die Weihnachtsgeschichte mit Figuren nachgestellt. Rechts und links neben dem Chor befinden sich zwei Seitenaltäre. Sie zeigen verschiedene Heilige wie Maria oder den heiligen Vitus. Der Altar im Querhaus stellt die Kreuzabnahme Christi dar. Er stammt noch aus der Vorgängerkirche, auf dem Altartisch liegt das Haupt Johannes des Täufers. Auf der linken Seite zeigt die Kanzel aus dem Jahr 1696 die vier Evangelisten und die Gottesmutter. Auf dem Kanzeldeckel hält der Weltenheiland die Erde in seiner Hand. An den Wänden des Innenraums hängen Stationen des Kreuzweges.
1962 wurde die Flachdecke wieder abgehängt und versucht, die alte Gewölbedecke wiederherzustellen.
Auf der hölzernen Empore steht die 1990 errichtete Orgel, sie fügt sich harmonisch in das Gesamtbild der barocken Kirche ein. Das Instrument wurde von dem Orgelbauer Martin Gegenbauer (Leutkirch) erbaut. Es hat 24 Register (1450 Pfeifen) auf zwei Manualen und Pedal und verfügt zudem über ein Koppelmanual. Die Spieltrakturen sind mechanisch, die Registertrakturen elektrisch.
| I Hauptwerk C–g3 |                 |       |
| 1.               | Prästant        | 8′    |
| 2.               | Rohrgedackt     | 8′    |
| 3.               | Oktav           | 4′    |
| 4.               | Spitzflöte      | 4′    |
| 5.               | Doublett        | 2′    |
| 6.               | Mixtur IV       | 1 ⁄3′ |
| 7.               | Grand Cornett V | 8′    |
| 8.               | Trompete        | 8′    |

| II Schwellwerk C–g3 |             |        |
| 9.                  | HolzGedackt | 8′     |
| 10.                 | Salicional  | 8′     |
| 11.                 | Prinzipal   | 4′     |
| 12.                 | Rohrflöte   | 4′     |
| 13.                 | Nazard      | 2 ⁄3′  |
| 14.                 | Flageolett  | 2′     |
| 15.                 | Terz        | 1 3⁄5′ |
| 16.                 | Larigot     | 1 ⁄3′  |
| 17.                 | Cymbel      | 2⁄3′   |
| 18.                 | Cromorne    | 8′     |
|                     | Tremulant   |        |

| Pedal C–f1 |                 |     |
| 19.        | Subbaß          | 16′ |
| 20.        | Oktavbaß        | 8′  |
| 21.        | Coppel          | 8′  |
| 22.        | Choralbaß       | 4′  |
| 23.        | Fagott          | 16′ |
| 24.        | Trompete donata | 8′  |

- Koppeln: I/P, II/P
- Spielhilfen: zwei freie Kombinationen

## Mesnerhaus
Das Mesnerhaus wurde 1688 neben der Vorgängerkirche errichtet und ist somit das älteste, noch erhaltene Haus in Birenbach. Das Erd- und das Kellergeschoss ist massiv aus Stein, heute verputzt, der erste Stock und das Dachgeschoss sind in Fachwerkbauweise erbaut, zur Wetterseite hin sind sie verschalt. Heute dient das Mesnerhaus, kurz Mesni, als Veranstaltungsort und beherbergt im ersten Stock die Räume für die Ministranten.

## Veranstaltungen
In der Wallfahrtskirche in Birenbach findet regelmäßig am Samstag und am Dienstag um 19.00 Uhr der katholische Gottesdienst statt. Auch wird der ökumenische Schulgottesdienst in Birenbach im Wechsel mit der Evangelischen Kirche hier gefeiert. Neben Orgelkonzerten in der Kirche sind Maiandachten besondere Höhepunkte in der Wallfahrtskirche, ebenso wie das Patrozinium im September. Besonders beliebt ist die Kirche als Trauungsort für Paare auch außerhalb Birenbachs.